# Mala Pasica
Mala Pasica je manjša kraška jama z vhodom na pobočju Krima v neposredni bližini vasi Gornji Ig.

## Geologija in geografija
Jama leži južno od Ljubljanskega barja na rakitniško-krimski planoti z vhodom na južnem robu vasi Gornji Ig, na nadmorski višini 695 m n. m. V neposredni bližini je jama Velika Pasica, ki je v preteklosti tvorila del istega jamskega sistema, zdaj pa sta jami ločeni zaradi udora stropa med njima. Tako se vhod nahaja le 10 m od skrajne točke Velike Pasice, med njima pa je vrtača. Hidrološko sta povezani, večinoma pa se vanju steka voda le s površja v neposredni bližini.
Rovi se od vhoda nadaljujejo približno vodoravno nekaj deset metrov proti zahodu in se slepo zaključijo. Kapniki v njih so skromno razviti, precej so jih poškodovali tudi obiskovalci. Jama je sicer suha, voda, ki prenika izpod stropa, tvori le posamične manjše luže.